# Joe Adler
Joe Adler (Los Angeles, 29 marzo 1993) è un attore statunitense.

## Biografia
Nato e cresciuto a Los Angeles, esordisce come attore nel 2010; dopo aver partecipato a numerose serie televisive, dal 2013 al 2015 è nel cast di The Mentalist con il ruolo dell'esperto informatico Jason Wylie.

## Filmografia

### Cinema
- Prom - Ballo di fine anno (Prom), regia di Joe Nussbaum (2011)
- The Day I Finally Decided to Kill Myself, regia di Campion Murphy – cortometraggio (2013)
- The Day I Finally Decided, regia di Campion Murphy – cortometraggio (2013)
- Maze Runner - Il labirinto (The Maze Runner), regia di Wes Ball (2014)
- Kill Game, regia di Robert Mearns (2015)
- Una birra al fronte (The Greatest Beer Run Ever), regia di Peter Farrelly (2022)

### Televisione
•   Ncis - serie TV, episodio 8x10 (2010)
- Detroit 1-8-7 – serie TV (2010)
- Field of Vision, regia di Gregg Champion – film TV (2011)
- Bones – serie TV (2012)
- Modern Family – serie TV (2012)
- Workaholics – serie TV (2013)
- CSI - Scena del crimine (CSI: Crime Scene Investigation) – serie TV (2013)
- Shameless – serie TV (2012-2014)
- The Mentalist – serie TV, 13 episodi (2013-2015)
- Criminal Minds – serie TV, episodio 10x22 (2015)
- Grey's Anatomy – serie TV (2015-2017)
- Twin Peaks – serie TV (2017)
- The Good Doctor – serie TV, episodio 2x15 (2017)
- Damnation – serie TV (2017-2018)
- American Crime Story: L'assassinio di Gianni Versace – serie TV (2018)

## Doppiatori italiani
Nelle versioni in italiano delle opere in cui ha recitato, Joe Adler è stato doppiato da:
- Paolo Vivio in Prom - Ballo di fine anno, The Mentalist, Criminal Minds, Twin Peaks (2017)
- Marco Baroni in NCIS - Unità anticrimine
- Simone Veltroni in Modern Family
- Niccolò Guidi in Grey's Anatomy
- Gabriele Patriarca in American Crime Story: L'assassinio di Gianni Versace
- Andrea Rotolo in The Rookie
- Davide Perino in All Rise
- Raffaele Carpentieri in The Good Doctor